# Гурбанов, Эйваз Дашдемир оглы
Эйваз Дашдемир оглы Гурбанов (азерб. Eyvaz Daşdəmir oğlu Qurbanov; род. 14 февраля 1963, Буджаг, Огузский район, Азербайджанская ССР) — азербайджанский государственный деятель. Депутат Национального собрания Азербайджана III и VII созывов. Глава исполнительной власти Огузского района (2011—2024).

## Биография
Родился 14 февраля 1963 года в селе Буджаг Огузского района. В 1980 году окончил Огузское средне-специальное училище №2. С 1981 по 1983 годы проходил военную службу в рядах Советской Армии. 
В 1988 году окончил Азербайджанский государственный институт физической культуры. В 2004 году окончил Академию государственного управления Азербайджана.
С 1988 года работал учителем средней школы Огузского района.
С 1994 по 1999 годы работал в должности директора Республиканского стадиона им. Тофика Бахрамова. С 1997 года представлял Азербайджан в Европейском Совете по развитию спорта. 
Являлся членом ревизионной комиссии Национального Олимпийского комитета Азербайджана. 
С 2000 года — директор Олимпийского комплекса Национального Олимпийского Комитета.
Избирался депутатом парламента Азербайджана III созыва от Огуз-Габалинского избирательного округа №117. 
Являлся членом постоянной комиссии по социальной политике парламента, членом межпарламентских рабочих групп Азербайджан — Австрия, Азербайджан — Венгрия, Азербайджан — Украина парламента III созыва. 
Глава исполнительной власти Огузского района (20 апреля 2011 — 16 июля 2024).
В 2024 году на парламентских выборах, которые состоялись 1 сентября, одержал победу в Огуз-Габала-Шекинском избирательном округе № 117. Избран депутатом парламента  седьмого созыва. 
Является членом комитета по природным ресурсам, энергетике и экологии, членом комитета молодёжи и спорта парламента.
Член партии «Новый Азербайджан».

## Награды
- Медаль «100-летие Гейдара Алиева (1923—2023)»